# Saint-Léger-la-Montagne
Pour les articles homonymes, voir Saint-Léger.
Saint-Léger-la-Montagne est une commune française située dans le département de la Haute-Vienne en région Nouvelle-Aquitaine. Elle se trouve dans le petit massif des Monts d'Ambazac.

## Géographie

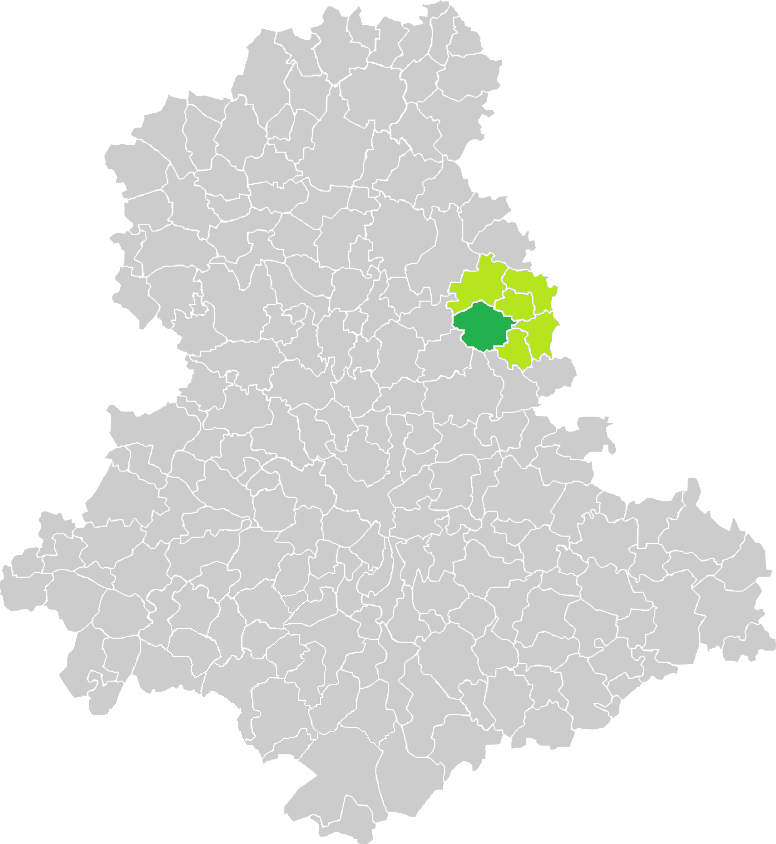
Situation de la commune de Saint-Léger-la-Montagne en Haute-Vienne.

Saint-Léger-la-Montagne abrite le point culminant des monts d'Ambazac (le puy de Sauvagnac, 701 mètres), dans un paysage contrasté de monts et vallons ; le visiteur y trouve une nature riche et diversifiée.
Saint-Léger-la-Montagne s’enorgueillit, à juste titre, de son patrimoine forestier. Celui-ci est composé de bois, futaies, taillis, châtaigneraies, etc. ; pour partie, la forêt, gérée par l’ONF, représente environ 200 hectares de résineux.
Saint-Léger-la Montagne couvre une superficie de 3 262 ha.
|                 | Bersac-sur-Rivalier     | Saint-Sulpice-Laurière                               |
| Razès           | Saint-Léger-la-Montagne | Jabreilles-les-Bordes                                |
| Saint-Sylvestre | Ambazac                 | La Jonchère-Saint-Maurice, Saint-Laurent-les-Églises |

À découvrir également, la réserve naturelle nationale de la tourbière des Dauges.

### Climat
Le climat qui caractérise la commune est qualifié, en 2010, de « climat de montagne », selon la typologie des climats de la France qui compte alors huit grands types de climats en métropole. En 2020, la commune ressort du même type de climat dans la classification établie par Météo-France, qui ne compte désormais, en première approche, que cinq grands types de climats en métropole. Pour ce type de climat, la température décroît rapidement en fonction de l'altitude. On observe une nébulosité minimale en hiver et maximale en été. Les vents et les précipitations varient notablement selon le lieu.
Les paramètres climatiques qui ont permis d’établir la typologie de 2010 comportent six variables pour les températures et huit pour les précipitations, dont les valeurs correspondent à la normale 1971-2000. Les sept principales variables caractérisant la commune sont présentées dans l'encadré ci-après.
| Paramètres climatiques communaux sur la période 1971-2000 - Moyenne annuelle de température : 10,2 °C - Nombre de jours avec une température inférieure à −5 °C : 4 j - Nombre de jours avec une température supérieure à 30 °C : 3 j - Amplitude thermique annuelle : 14,3 °C - Cumuls annuels de précipitation : 1 144 mm - Nombre de jours de précipitation en janvier : 13,6 j - Nombre de jours de précipitation en juillet : 8 j |

Avec le changement climatique, ces variables ont évolué. Une étude réalisée en 2014 par la Direction générale de l'Énergie et du Climat complétée par des études régionales prévoit en effet que la  température moyenne devrait croître et la pluviométrie moyenne baisser, avec toutefois de fortes variations régionales. La station météorologique de Météo-France installée sur la commune et mise en service en 1998 permet de connaître en continu l'évolution des indicateurs météorologiques. Le tableau détaillé pour la période 1981-2010 est présenté ci-après.
| Mois                                  | jan.           | fév.           | mars          | avril         | mai           | juin          | jui.          | août          | sep.         | oct.          | nov.          | déc.           | année      |
| ------------------------------------- | -------------- | -------------- | ------------- | ------------- | ------------- | ------------- | ------------- | ------------- | ------------ | ------------- | ------------- | -------------- | ---------- |
| Température minimale moyenne (°C)     | 0,4            | 0,5            | 2,8           | 5,3           | 8,9           | 12,1          | 13,3          | 13,6          | 10,9         | 8,2           | 3,1           | 0,6            | 6,7        |
| Température moyenne (°C)              | 2,8            | 3,2            | 6,3           | 9,2           | 13            | 16,6          | 17,7          | 17,9          | 14,8         | 11,3          | 5,5           | 3              | 10,1       |
| Température maximale moyenne (°C)     | 5,1            | 5,9            | 9,8           | 13,1          | 17,1          | 21,1          | 22,2          | 22,2          | 18,7         | 14,5          | 7,9           | 5,4            | 13,6       |
| Record de froid (°C) date du record   | −11,5 11.01.03 | −14,1 12.02.12 | −11 01.03.05  | −4,2 07.04.08 | −0,8 05.05.19 | 3,1 01.06.11  | 6,6 12.07.00  | 5 28.08.98    | 1,2 25.09.02 | −2,6 16.10.09 | −9,1 22.11.98 | −11,1 14.12.01 | −14,1 2012 |
| Record de chaleur (°C) date du record | 16,2 24.01.16  | 21,7 27.02.19  | 22,9 14.03.12 | 26,9 30.04.05 | 28,4 26.05.05 | 34,6 29.06.19 | 35,2 23.07.19 | 36,9 07.08.03 | 31 14.09.20  | 26 12.10.01   | 20,9 08.11.15 | 16,6 10.12.13  | 36,9 2003  |
| Précipitations (mm)                   | 133,1          | 112,1          | 137,6         | 126,3         | 120,7         | 81,5          | 97,2          | 89            | 89,8         | 130,5         | 154,1         | 143,8          | 1 415,7    |

## Urbanisme

### Typologie
Au 1er janvier 2024, Saint-Léger-la-Montagne est catégorisée commune rurale à habitat très dispersé, selon la nouvelle grille communale de densité à sept niveaux définie par l'Insee en 2022.
Elle est située hors unité urbaine. Par ailleurs la commune fait partie de l'aire d'attraction de Limoges, dont elle est une commune de la couronne,. Cette aire, qui regroupe 127 communes, est catégorisée dans les aires de 200 000 à moins de 700 000 habitants,.

### Occupation des sols
L'occupation des sols de la commune, telle qu'elle ressort de la base de données européenne d’occupation biophysique des sols Corine Land Cover (CLC), est marquée par l'importance des forêts et milieux semi-naturels (70,2 % en 2018), en diminution par rapport à 1990 (72 %). La répartition détaillée en 2018 est la suivante : 
forêts (69,2 %), prairies (20,6 %), zones agricoles hétérogènes (6,1 %), zones humides intérieures (1,5 %), eaux continentales (1,5 %), milieux à végétation arbustive et/ou herbacée (1 %). L'évolution de l’occupation des sols de la commune et de ses infrastructures peut être observée sur les différentes représentations cartographiques du territoire : la carte de Cassini (XVIIIe siècle), la carte d'état-major (1820-1866) et les cartes ou photos aériennes de l'IGN pour la période actuelle (1950 à aujourd'hui).

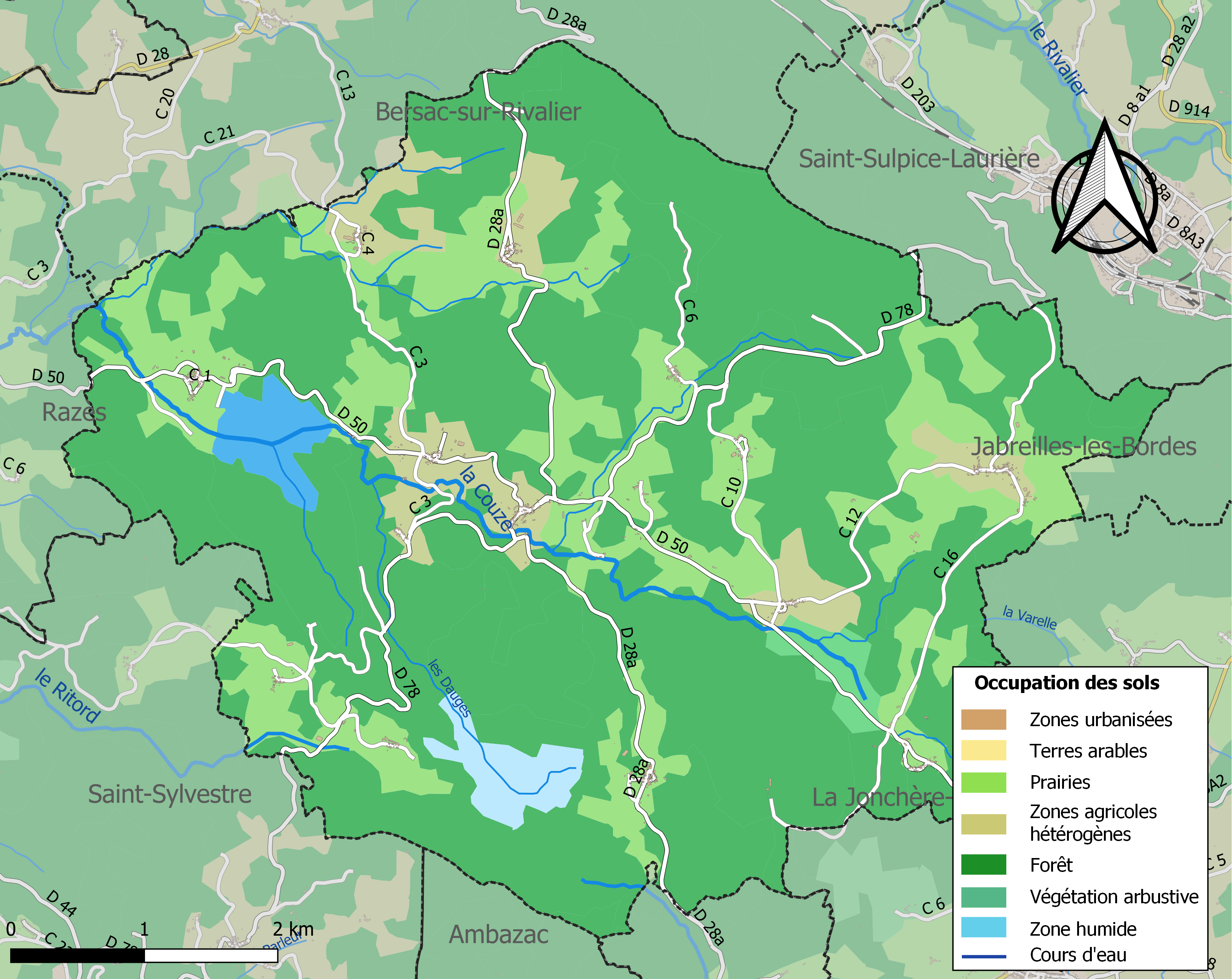
Carte des infrastructures et de l'occupation des sols de la commune en 2018 (CLC).

### Risques majeurs
Le territoire de la commune de Saint-Léger-la-Montagne est vulnérable à différents aléas naturels : météorologiques (tempête, orage, neige, grand froid, canicule ou sécheresse) et séisme (sismicité faible). Il est également exposé à un risque particulier : le risque de radon. Un site publié par le BRGM permet d'évaluer simplement et rapidement les risques d'un bien localisé soit par son adresse soit par le numéro de sa parcelle.

#### Risques naturels

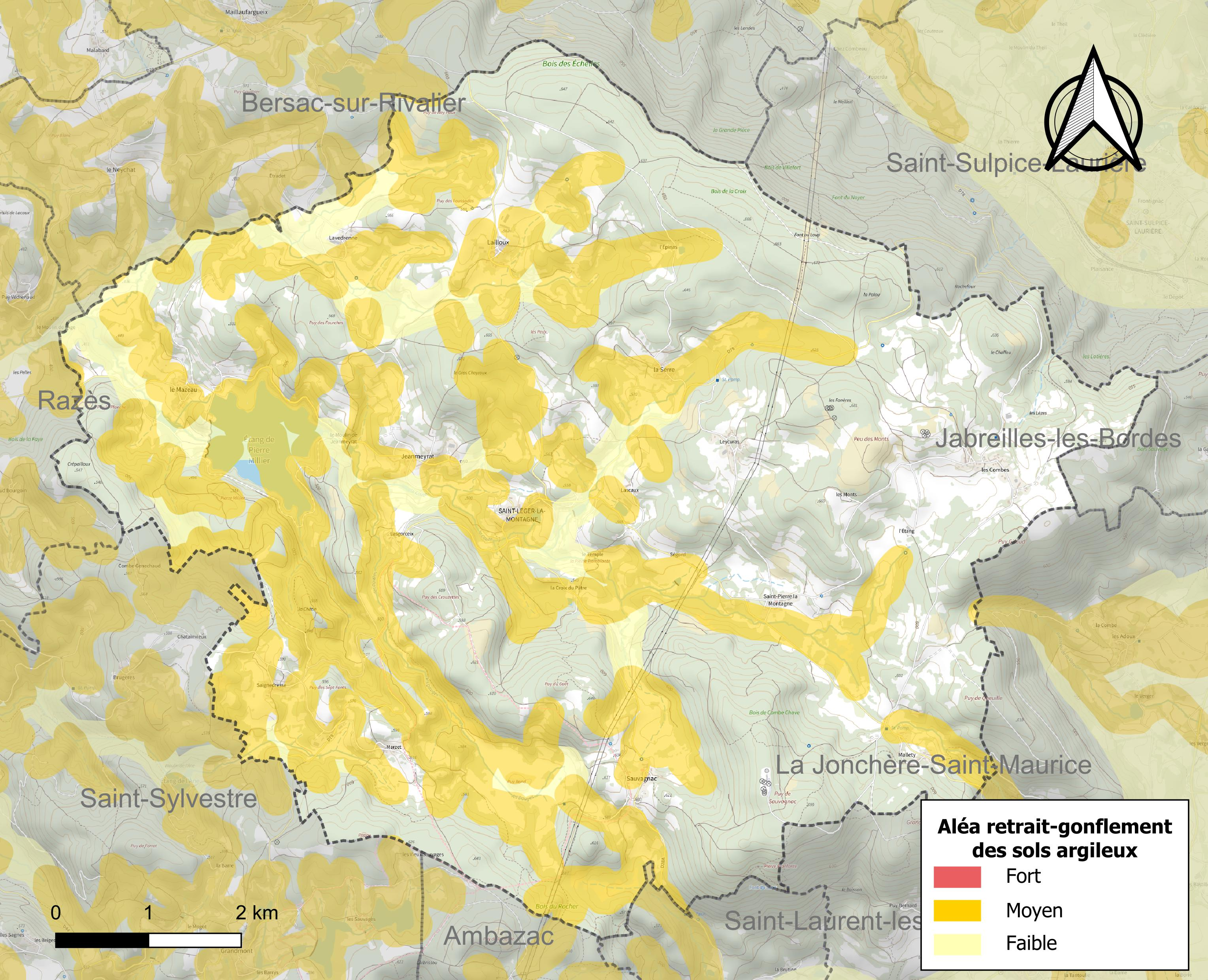
Carte des zones d'aléa retrait-gonflement des sols argileux de Saint-Léger-la-Montagne.

Le retrait-gonflement des sols argileux est susceptible d'engendrer des dommages importants aux bâtiments en cas d’alternance de périodes de sécheresse et de pluie. 38 % de la superficie communale est en aléa moyen ou fort (27 % au niveau départemental et 48,5 % au niveau national métropolitain). Depuis le 1er octobre 2020, en application de la loi ÉLAN, différentes contraintes s'imposent aux vendeurs, maîtres d'ouvrages ou constructeurs de biens situés dans une zone classée en aléa moyen ou fort,.
La commune a été reconnue en état de catastrophe naturelle au titre des dommages causés par les inondations et coulées de boue survenues en 1982 et 1999 et par des mouvements de terrain en 1999.

#### Risque particulier
Dans plusieurs parties du territoire national, le radon, accumulé dans certains logements ou autres locaux, peut constituer une source significative d’exposition de la population aux rayonnements ionisants. Selon la classification de 2018, la commune de Saint-Léger-la-Montagne est classée en zone 3, à savoir zone à potentiel radon significatif.

## Histoire

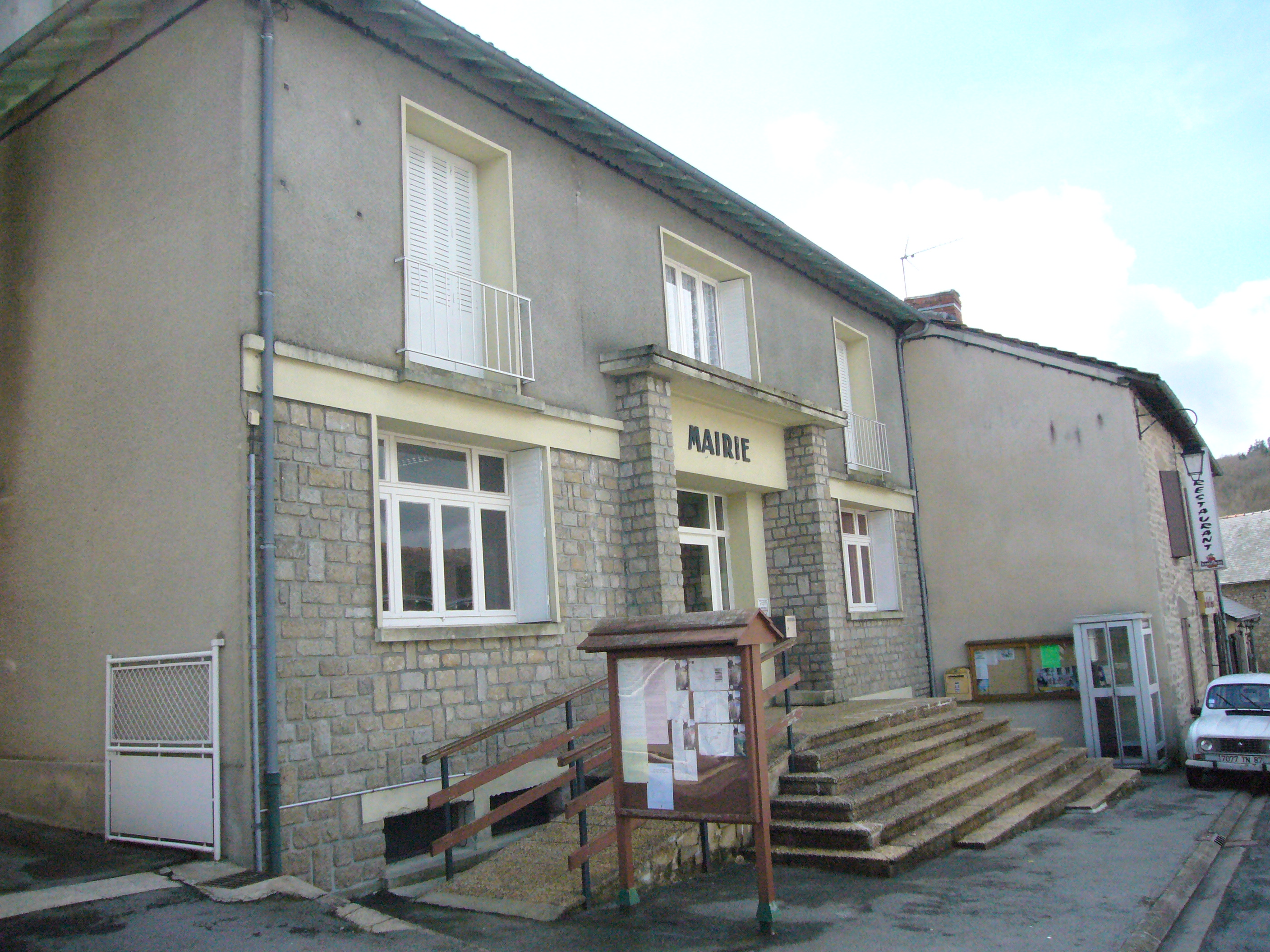
Mairie de Saint-Léger-la-Montagne

En 1791, le curé de Saint-Léger, pour ne pas être expulsé de sa paroisse, accepte de prêter serment à la Constitution civile du clergé.
En 1829, la commune de Saint-Pierre-la-Montagne, comprenant le bourg de ce nom et les villages des Combes, Lécuras et Maléty, est réunie à Saint-Léger-la-Montagne où elle ne constitue plus qu'une section. Cette réunion donne lieu à de longues protestations des habitants de Saint-Pierre qui se plaignent de l'éloignement du chef-lieu et du peu de considération de la part des élus de Saint-Léger, majoritaires au conseil municipal. Ceux de Saint-Pierre renouvellent leur revendication après la révolution de 1848 en faisant valoir que la réunion a été imposée sous le règne absolutiste de Charles X et sous l'influence du baron de Saint-Léger. Ils formulent de nouveau leur revendication auprès du préfet en 1872 : ils ne souhaitent pas la division de la paroisse et conservent leur confiance au curé de Saint-Léger, bien qu'ils aient gardé une église et un cimetière distincts, mais ils souhaitent décider seuls des dépenses d'intérêt local ; ils ont réuni par souscription la somme de 2 000 francs pour la construction d'une école à Saint-Pierre. Mais leur demande n'aboutit pas.

## Politique et administration
| Période                                  | Période      | Identité           | Étiquette | Qualité                                |
| ---------------------------------------- | ------------ | ------------------ | --------- | -------------------------------------- |
| mars 2001                                | janvier 2016 | Claude Péricaud    | DVG       |                                        |
| janvier 2016                             | à ce jour    | Gisèle Jouannetaud | DVG       | Conseillère départementale remplaçante |
| Les données manquantes sont à compléter. |              |                    |           |                                        |

## Démographie
L'évolution du nombre d'habitants est connue à travers les recensements de la population effectués dans la commune depuis 1793. Pour les communes de moins de 10 000 habitants, une enquête de recensement portant sur toute la population est réalisée tous les cinq ans, les populations de référence des années intermédiaires étant quant à elles estimées par interpolation ou extrapolation. Pour la commune, le premier recensement exhaustif entrant dans le cadre du nouveau dispositif a été réalisé en 2008.

En 2022, la commune comptait 358 habitants, en évolution de +3,47 % par rapport à 2016 (Haute-Vienne : −0,68 %, France hors Mayotte : +2,11 %).
| 1793 | 1800  | 1806  | 1821 | 1831  | 1836  | 1841  | 1846  | 1851  |
| ---- | ----- | ----- | ---- | ----- | ----- | ----- | ----- | ----- |
| 905  | 1 129 | 1 001 | 836  | 1 071 | 1 105 | 1 106 | 1 157 | 1 226 |

| 1856  | 1861  | 1866  | 1872  | 1876  | 1881  | 1886  | 1891  | 1896  |
| ----- | ----- | ----- | ----- | ----- | ----- | ----- | ----- | ----- |
| 1 222 | 1 143 | 1 131 | 1 134 | 1 200 | 1 130 | 1 143 | 1 126 | 1 129 |

| 1901  | 1906  | 1911  | 1921 | 1926 | 1931 | 1936 | 1946 | 1954 |
| ----- | ----- | ----- | ---- | ---- | ---- | ---- | ---- | ---- |
| 1 091 | 1 093 | 1 064 | 927  | 834  | 762  | 781  | 691  | 596  |

| 1962 | 1968 | 1975 | 1982 | 1990 | 1999 | 2006 | 2008 | 2013 |
| ---- | ---- | ---- | ---- | ---- | ---- | ---- | ---- | ---- |
| 501  | 474  | 423  | 392  | 365  | 342  | 318  | 309  | 332  |

| 2018 | 2022 | - | - | - | - | - | - | - |
| ---- | ---- | - | - | - | - | - | - | - |
| 350  | 358  | - | - | - | - | - | - | - |

## Lieux et monuments
- Église du bourg, du XIIe siècle et XIIIe siècle, composée d’une partie romane et d’une autre gothique, abrite une remarquable stalle de bois de l’abbé de Grammont, une statue de saint Roch, une pierre tombale.
- La Couze est une rivière française, du Nord-Ouest du Limousin, qui coule dans le département de la Haute-Vienne. C'est un affluent de la Gartempe (rive gauche), et donc un sous-affluent de la Loire, par la Gartempe puis par la Creuse, et enfin par la Vienne.
- Église Notre-Dame de Sauvagnac (XIIe siècle), remaniée à plusieurs reprises, a gardé la nef et les piliers massifs de ses origines. Pietà du XVe siècle, célèbre par son pèlerinage : statue de Notre-Dame, Vierge à l’Enfant, Vierge de Pitié en bois.
- Église Saint-Pierre-la-Montagne, village situé entre Saint-Léger-la-Montagne et Mallety. Son église, datée du XIIe siècle (base Gramontaine), fut remaniée au XVe siècle. Elle recueille une Vierge de Pitié et un reste de peinture murale datant de sa construction. Sa porte est recouverte de feuilles de cuivre embouties de facture contemporaine. Il ne s'y célèbre plus d'office. L'édifice a été inscrit au titre des monuments historique en 1988[27].

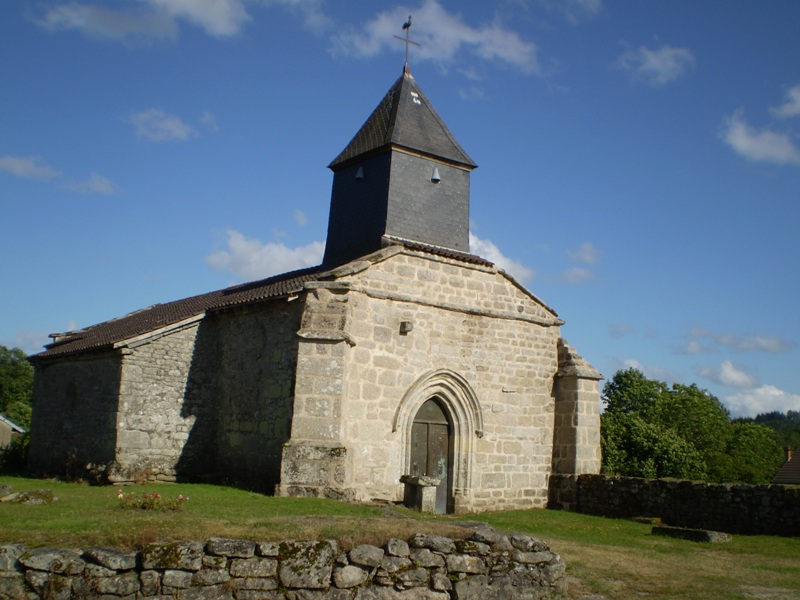
Église de Saint-Pierre.
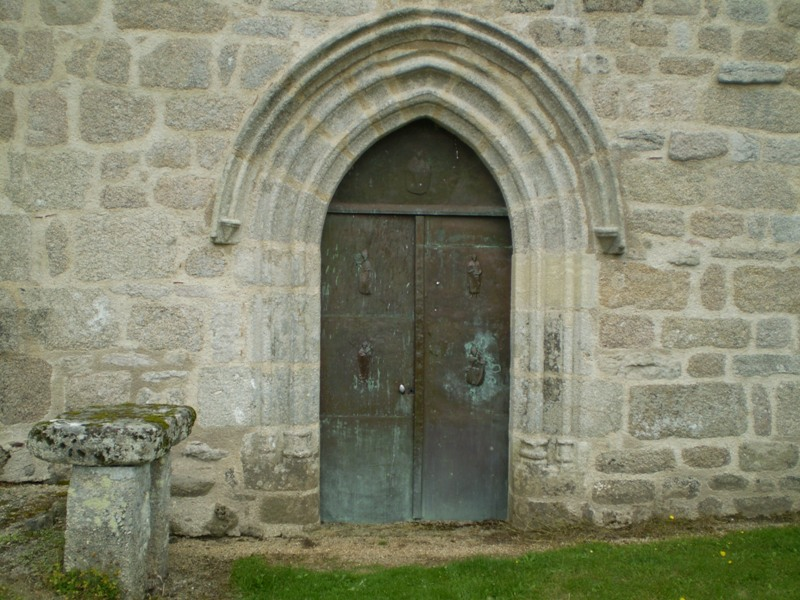
Porte recouverte de feuilles de cuivre.
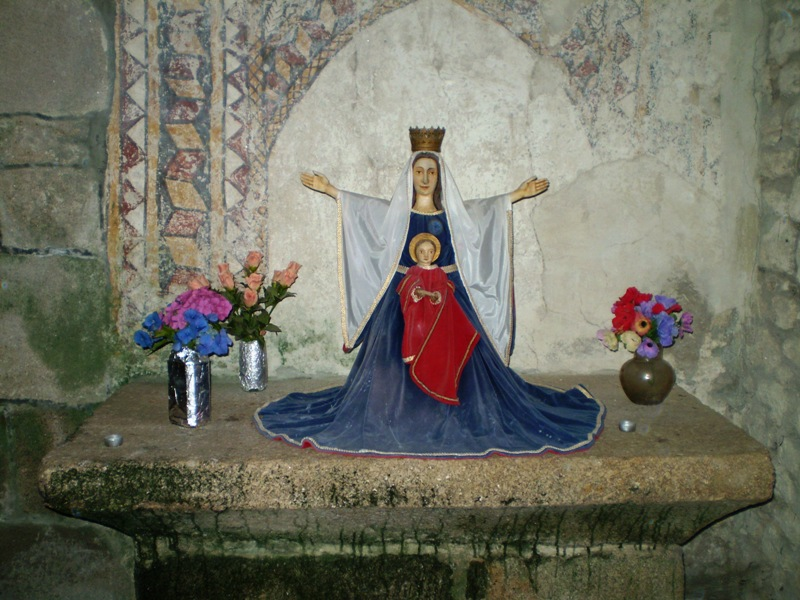
La Vierge et l'Enfant.
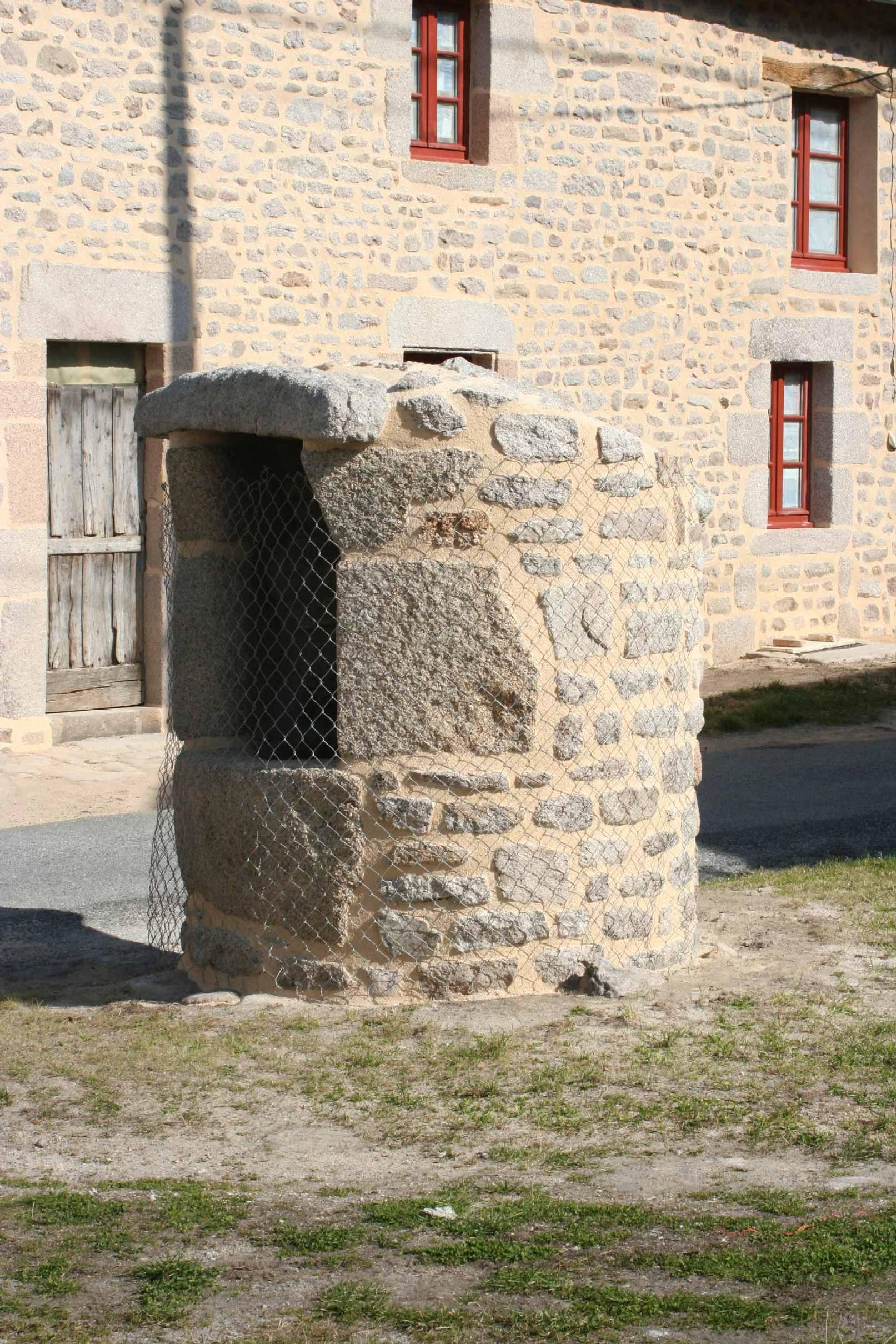
Puits du village de Saint-Pierre.

- Le château, à l’entrée nord-est du bourg, est implanté sur une motte préhistorique de défense. Aujourd’hui centre de vacances SNCF.
- Le pont dit romain, à la sortie du bourg, en contrebas de la RD 78, sur la Couze dans un environnement ombragé.

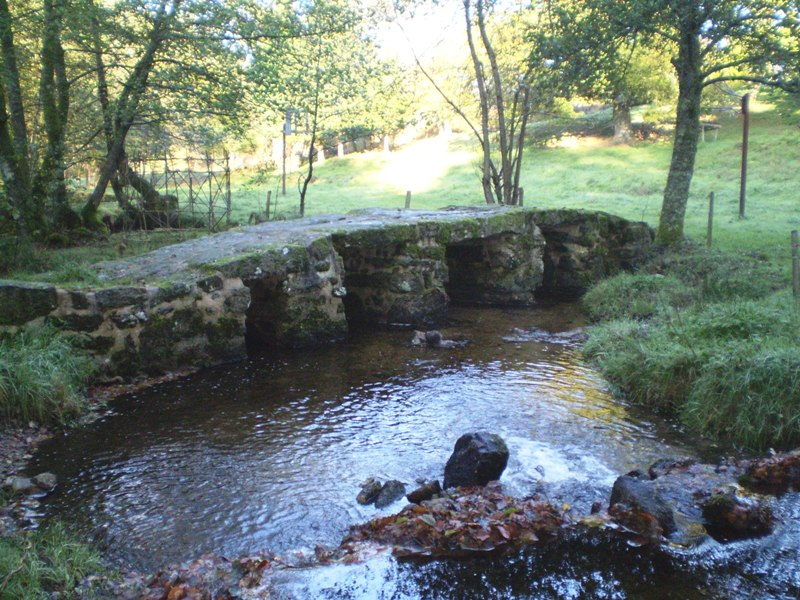
Le pont « romain ».

- Pierre Branlante (entre Sauvagnac et Mallety).
- Pierre Tremblante (route du Temple).
- Pierre Millier, site inscrit (près du barrage du Mazeau). Gigantesques blocs de granite surplombant un panorama sur le barrage du Mazeau.
- La réserve naturelle nationale de la tourbière des Dauges créée en 1998, elle a une superficie de 199,52 hectares.
- Mine d'uranium de Gorces Saignedresse (1977-1991).

## Tourisme
- Saint-Léger-la-Montagne propose un réseau de sentiers de randonnées.
- La Couze, affluent de la Gartempe, attire de nombreux pêcheurs.
- Les nombreux bois et forêts permettent la pratique de la chasse.
- Les passionnés d'archéologie industrielle peuvent en de nombreux endroits retrouver des sites de carrières et de traitement du kaolin (les Combes, Mallety, le Goulet, Combechave...).

La commune met à la disposition des visiteurs plusieurs moyens d'hébergement : un gîte d'étape (9 lits) et 3 chambres d'hôtes dans le bourg, deux gîtes ruraux au village de Saint Pierre, ainsi que des chambres d'hôtes et gites privés.

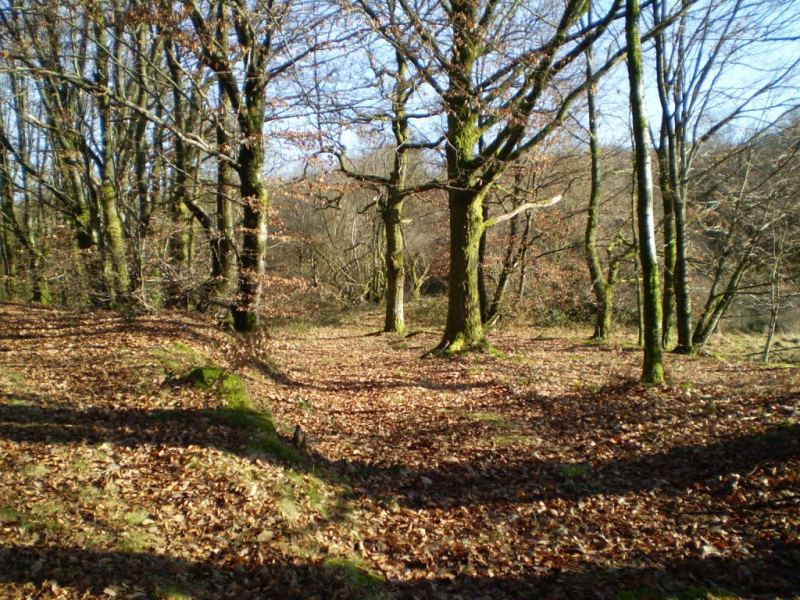
Chemin de Leycuras aux Monts.
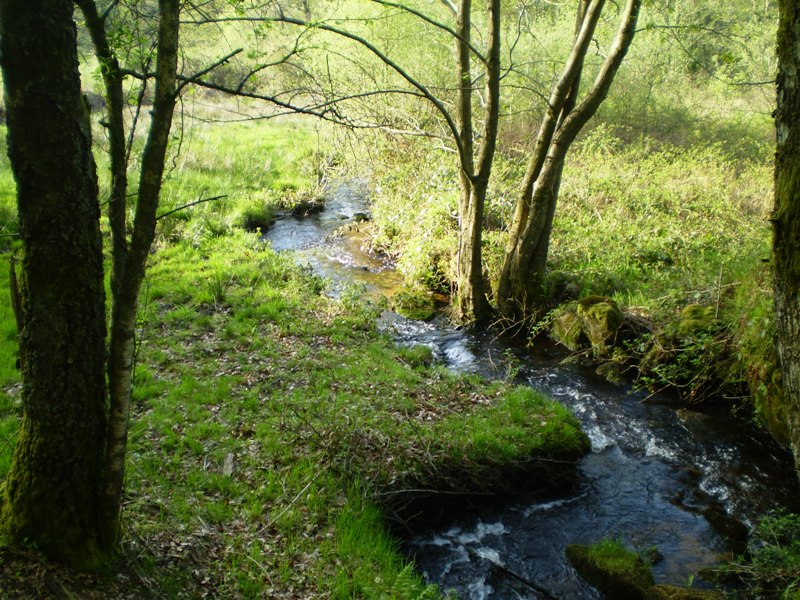
La Couze à Saint-Pierre-la-Montagne.
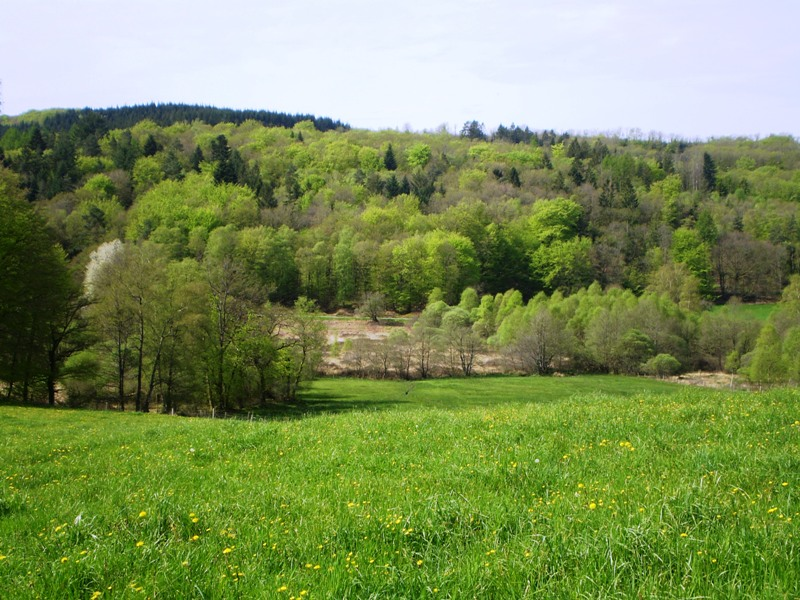
Le bois de Sansour.
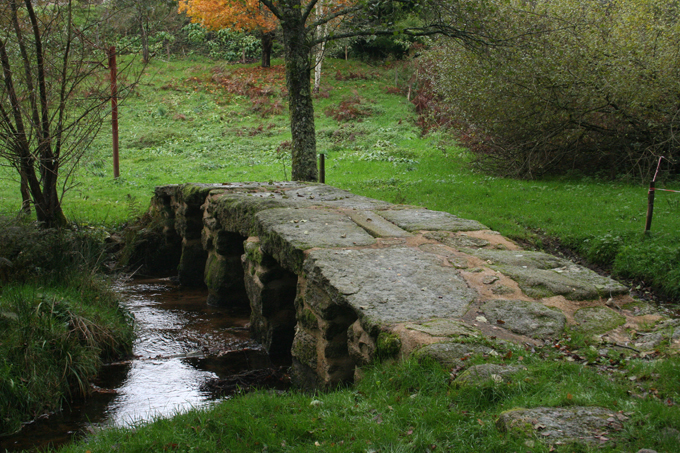
Pont dit romain à la sortie du bourg.
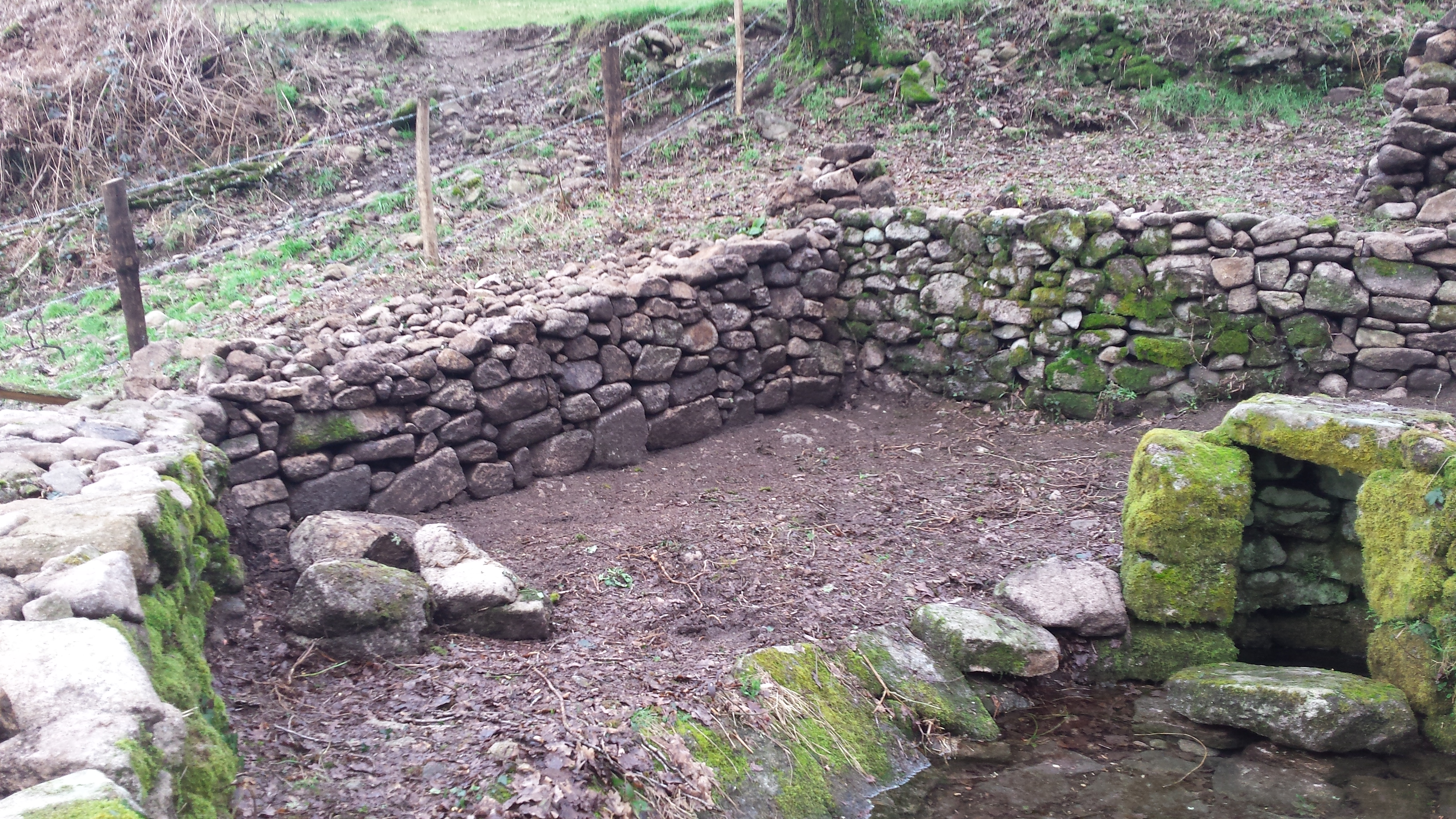
Fontaine du village de Saint-Pierre.
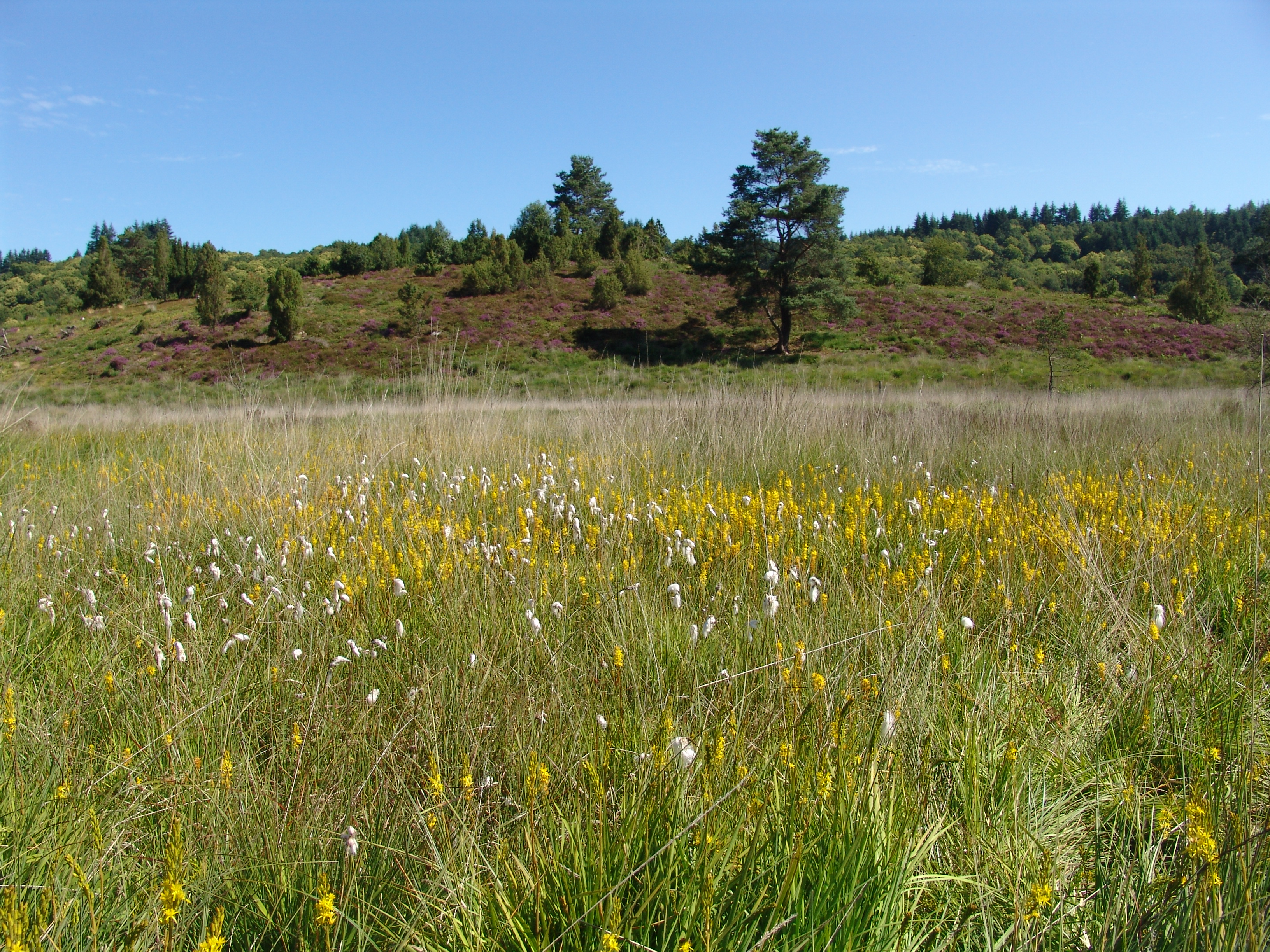
Tourbière des dauges, Sauvagnac.

## Fiction
- Le roman La lavandière de Saint-Léger, de Sylvie Anne, Presses de la Cité, 2008, a son cadre à Saint-Léger dans les monts d'Ambazac .

## Pour approfondir